# Musikjahr 1508
Liste der Musikjahre

◄◄ | ◄ | 1504 | 1505 | 1506 | 1507 | Musikjahr 1508 | 1509 | 1510 | 1511 | 1512 | ► | ►►

Weitere Ereignisse
Dieser Artikel behandelt das Musikjahr 1508.

## Ereignisse
- 23. Mai: Das Kapitel in Condé teilt dem Hof der burgundischen Regentin Margarete von Österreich mit, dass sich Josquin Desprez guter Gesundheit erfreut, nachdem man dort erfahren hatte, dass Josquins Vorgänger als Propst, Pierre Duwez, am 20. Mai verstorben ist; diese Verwechslung zeigt, dass Josquin Desprez am burgundischen Hof kaum bekannt ist.
- 19. Juli: Claudin de Sermisy ist erstmals als Sänger an der Sainte-Chapelle in Paris dokumentarisch nachweisbar. An diesem Tag wird er als Sänger an die Chapelle Royale von König Ludwig XII. berufen. Er verlässt offensichtlich seine bisherige Stellung im Spätherbst 1508, als König Ludwig, Königin Anne de Bretagne und der Herzog von Bourbon dort die besten Sänger für ihr privates Gefolge abziehen.
- 14. August: Das Domkapitel der Konstanzer Kathedrale beschließt auf Bitten des Rektors der Kaiserlichen Kapelle, Georg Slatkonia, Heinrich Isaac mit der Komposition von Messpropria der Hauptfeste zu beauftragen. Isaac nimmt den Auftrag an und erfüllt ihn größtenteils bis Mai 1509.
- 21. August: Sixt Dietrich, der spätestens seit 1504 an der Domkantorei in Konstanz (Kostnitz) Chorknabe war, wird auf eigenen Wunsch entlassen.
- Bonifacius Amerbach schreibt sich an der Artistenfakultät der Universität Basel ein und hört Musiktheorie. Daneben nimmt er Musikunterricht bei dem Organisten Johannes Kotter. Daraus entsteht ein Tabulaturbuch, das als Codex Amerbach zu den umfangreichsten Arbeiten des frühen 16. Jahrhunderts zählt.
- Eloy d’Amerval veröffentlicht sein berühmtes Gedicht „Le livre de la deablerie“ bei Michel le Noir in Paris. König Ludwig XII. gewährt ihm die ausdrückliche Erlaubnis für die Veröffentlichung des Gedichts und bezahlt ihm ein besonderes Honorar für die vielen Jahre seines Dienstes. In diesem Gedicht beschreibt Eloy einen Dialog zwischen Satan und Luzifer, in welchem diese schändliche Pläne schmieden. Dieser Dialog wird regelmäßig durch den Autor unterbrochen mit Betrachtungen über irdische und himmlische Tugenden sowie nützliche Informationen über die zeitgenössische Musikpraxis. Neben einer Aufzählung von Musikinstrumenten nennt Eloy auch, welche Komponisten er als große Komponisten seiner Zeit betrachtet. Der betreffende Ausschnitt des Gedichts lautet:

„La sont les grans musiciens …
Comme Dompstable et du Fay …
Et plusieurs aultres gens de bien:
Robinet de la Magdalaine,
Binchoiz, Fedé, Jorges et Hayne,
Le Rouge, Alixandre, Okeghem,
Bunoiz, Basiron, Barbingham,
Louyset, Mureau, Prioris,
Jossequin, Brumel, Tintoris.“

„Da sind die großen Musiker …
Wie John Dunstable und Guillaume Dufay …
Und viele andere gute Leute:
Robinet de la Magdalaine,
Gilles Binchois, Fedé, Jorges und Hayne van Ghizeghem,
Guillaume Le Rouge, Alexander Agricola, Johannes Ockeghem,
Antoine Busnoys, Philippe Basiron, Barbingham,
Loyset Compère, Mureau, Johannes Prioris,
Josquin Desprez, Antoine Brumel, Johannes Prioris.“

- Antoine Brumel ist Kapellmeister an der Hofkapelle der Familie d’Este in Ferrara. Der Vertrag auf Lebenszeit beinhaltet eine Pfründe von jährlich 100 Dukaten, ein Jahresgehalt in der gleichen Höhe, die Nutzung eines Hauses in Ferrara und Geld für die Anreise.
- Hans Buchner ist Domorganist am Münster zu Unserer Lieben Frau in Konstanz.
- Marco Cara steht seit 1495 und bis 1525 als Lautenvirtuose im Dienst der Familie Gonzaga in Mantua, die zu seiner Zeit Künstler aller Richtungen fördert.
- Carpentras ist Sänger der päpstlichen Kapelle in Rom. Offenbar ist Carpentras mit dem Bischof von Avignon Giuliano della Rovere bekannt und mit ihm nach Rom gegangen als der Bischof Papst Julius II. wurde.
- Nicolas Champion ist nach dem Tod von Herzog Philipp dem Schönen und der Auflösung seiner Grande Chapelle in den Dienst der Nachfolgekapelle von dessen Witwe, Johanna von Kastilien getreten. Johanna, mit dem Beinamen „die Wahnsinnige“, kommt offenbar auch nach längerer Zeit nicht über den Tod ihres Mannes Philipp hinweg, veranstaltet zwei Jahre lang jede Nacht einen Trauerzug um das Schloss, bei welchem der Sarg mit der Leiche Philipps mitgeführt wird und bei dem auch der Kapellchor jede Nacht Requiems zu singen hat; einer dieser Sänger ist Nicolas Champion. Der Vater Johannas, Erzherzog Ferdinand, entmachtet Johanna schließlich im August 1508, indem er sie in die Festung zu Tordesillas einsperren lässt. Ihre Hofkapelle löst sich danach auf und Nicolas Champion schließt sich der Kapelle Karls V. an. Hier nimmt er einen hohen Rang ein und wird sehr gut bezahlt, wenn er auch nicht den Rang von Pierre de la Rue erreicht. Durch seine guten Kontakte und seine Dienste bei Hof erwirbt er von 1508 bis etwa 1520 eine Reihe von Benefizien in den Städten Brügge, Namur, Lens, Lier, Oostvoorne, Valenciennes, Geervliet und Brielle.
- Josquin Desprez ist seit 1504 Propst an seiner früheren Wirkungsstätte Condé-sur-l’Escaut. Er wird als monsieur le prevost messire Josse des pres bezeichnet. Die Stellung ist für den ehemaligen Kapellmeister nicht nur wegen seines dortigen Haus- und Grundbesitzes attraktiv, sondern noch mehr wegen der guten Personalausstattung der Kirche und der Qualität der dortigen Musikausübung, die nur noch von der Kathedrale in Cambrai und von Saint-Vincent in Soignies übertroffen wird. Der Propst hat hier (nach einer Aufstellung aus dem Jahr 1523) die weltliche Macht im Kirchensprengel inne und ist der Vorgesetzte des Dekans, des Schatzmeisters, von 25 Kanonikern, 18 Kaplänen, 16 Vikaren und sechs Chorknaben, dazu einigen Priestern ohne Pfründe; in den aufwändig gestalteten Gottesdiensten wirkt in der Regel ein Chor aus den Vikaren und Chorknaben mit, so dass bis zu 22 musikgeübte Stimmen zur Verfügung stehen und bis zu sechsstimmige Werke aufgeführt werden können. In dieser Stellung wirkt Josquin 17 Jahre lang bis zu seinem Lebensende.
- Antonius Divitis ist – wie Nicolas Champion – nach dem Tod von Herzog Philipp dem Schönen und der Auflösung seiner Grande Chapelle in den Dienst der Nachfolgekapelle von dessen Witwe, Johanna von Kastilien getreten. Wie etliche seiner Kollegen bleibt Divitis noch bis zur Auflösung der Hofkapelle im August 1508 in den Diensten der Regentin Johanna. Für die folgenden zwei Jahre fehlen Informationen über seinen Verbleib. Er wird aber im Mai 1510 in den Supplikenregistern der päpstlichen Kurie als Sänger an der Kapelle der französischen Königin Anne de Bretagne genannt, wo zu dieser Zeit auch Jean Mouton, Claude de Sermisy und Jean Richafort angestellt sind.
- Pedro de Escobar ist Magister Puerorum an der Kathedrale in Sevilla bis zu seiner Amtsniederlegung 1514.
- Antoine de Févin, dessen Vater Pierre de Févin 1506 gestorben ist, lebt vermutlich in Paris und hat eine Anstellung am französischen Königshof oder ist zumindest mit dieser Institution assoziiert. Hierfür gibt es allerdings nur einen Beleg, einen Brief aus Asti in Oberitalien, wo König Ludwig XII. am 18. April 1507 nach Frankreich schreibt, man möge ihm die Porträts eines Pariser Malers und eine der ausgezeichneten Chansons von Févin zuschicken, sobald diese fertiggestellt sind, um sie den Damen in Italien vorzuführen.
- Johannes Ghiselin, der 1505 den Hof der Familie d’Este in Ferrara nach dem Ausbruch der Pest verlassen hat, ist Mitglied der Bruderschaft Onze Lieve Vrouwe (Unserer Lieben Frau) in Bergen op Zoom in Flandern. Dies zeigt eine Gehaltsliste der Bruderschaft aus dem Jahr 1507, wobei die Höhe des ausgezahlten Betrages auf eine Mitgliedschaft seit mindestens einem Jahr hindeutet. Die Gehaltslisten der Bruderschaft für die Jahre 1508 bis 1510 sind verlorengegangen, und auf der Liste von 1511 erscheint sein Name nicht mehr. Weil auch seit 1505 keine weiteren Werke von ihm erschienen sind, kann daraus geschlossen werden, dass Ghiselin zwischen 1507 und 1511 verstorben ist.
- Nicolas Gombert ist möglicherweise bereits ein Schüler von Josquin Desprez, der seit dem Jahr 1504 im etwa 40 km entfernt gelegenen Condé-sur-l’Escaut als Propst tätig ist.
- Paul Hofhaimer lebt in Augsburg, der „heimlichen Hauptstadt“ von Kaiser Maximilian I., wo er unter dessen Gunst freischaffend tätig ist.
- Hans Kotter, der bei Paul Hofhaimer in der Zeit von 1498 bis 1500 studiert hat, ist bis 1508 Organist am sächsischen Hof in Torgau.
- Einige Staatsmotetten von Jean Mouton deuten darauf hin, dass er noch vor dem Jahr 1509 im Dienst von Königin Anne de Bretagne, der Ehefrau von König Ludwig XII. von Frankreich (Regierungszeit 1498–1515), steht. In ihrer Hofkapelle sind mehr Komponisten versammelt als in der von König Ludwig, außer Mouton beispielsweise Antonius Divitis, Jean Richafort und Claudin de Sermisy.
- Marbrianus de Orto ist – wie Nicolas Champion und Antonius Divitis – nach dem Tod von Herzog Philipp dem Schönen und der Auflösung seiner Grande Chapelle in den Dienst der Nachfolgekapelle von dessen Witwe, Johanna von Kastilien getreten. Hier ist er als Kapellmeister bis ins Jahr 1508 tätig. Er verlässt Spanien und geht an den Hof in Brüssel, wo Margarete von Österreich die Regentschaft für den noch minderjährigen Erzherzog Karl führt, den späteren Kaiser Karl V. Hier ist de Orto zunächst bei der Reorganisation der Hofkapelle behilflich.
- Johannes Prioris, der möglicherweise bereits seit Ende der 1480er Jahre Mitglied der französischen Hofkapelle war, ist nachweislich von 1503 bis 1512 Kapellmeister (maître de chapelle) der Hofkapelle.
- Jean Richafort ist maître du chant (Chorleiter) an der Kirche St. Romboud in Mecheln. In den Archiven des Kapitels dieser Kirche findet sich auch der Vermerk, dass während seiner Amtszeit als Magister zwei Brüder von ihm, Guillaume und François Richafort, in den Chor aufgenommen werden.
- Pierre de la Rue ist – wie Nicolas Champion, Antonius Divitis und Marbrianus de Orto – nach dem Tod von Herzog Philipp dem Schönen und der Auflösung seiner Grande Chapelle in den Dienst der Nachfolgekapelle von dessen Witwe, Johanna von Kastilien getreten. Pierre rückt nach der Abreise des früheren Kapellmeisters Marbriano de Orto in dessen Stellung auf und erhält ein doppelt so hohes Gehalt wie die übrigen Mitglieder der Hofkapelle. Nachdem Johanna durch ihren Vater Ferdinand im August 1508 entmachtet worden ist, löst sich die kastilische Hofkapelle auf, die burgundischen Mitglieder bekommen Reisespesen für ihre Heimreise ausbezahlt, und Pierre de la Rue verlässt das Land am 19. August 1508. Nach einer zügigen Rückkehr in seine Heimat kommt de la Rue im April 1509 wieder in das Blickfeld von Margarete von Österreich, die zwischenzeitlich Statthalterin in Burgund und Vormund des späteren Kaisers Karl V. geworden ist.
- Claudin de Sermisy ist erstmals am 19. Juli 1508 als Sänger an der Sainte-Chapelle in Paris dokumentarisch nachweisbar; an diesem Tag wird er als Sänger an die Chapelle Royale von König Ludwig XII. berufen. Er verlässt offensichtlich seine bisherige Stellung im Spätherbst 1508, als König Ludwig, Königin Anne de Bretagne und der Herzog von Bourbon dort die besten Sänger für ihr privates Gefolge abziehen.
- Bartolomeo Tromboncino ist nach Aufenthalten in Vicenza und in Casale von 1501 bis 1512 in Mantua tätig.
- Sebastian Virdung ist von 1507 bis 1509 Altist und Praeceptor am Münster zu Konstanz.

## Instrumentalmusik

### Für Laute
- Francesco Spinacino – Intabulatura de lauto, Libro 2: Noten und Audiodateien im International Music Score Library Project
- Joan Ambrosio Dalza – Intabulatura de Lauto, Libro 4: Noten und Audiodateien im International Music Score Library Project

## Vokalmusik

### Geistlich
- Ottaviano Petrucci (Hrsg.) – Motetti a cinque: Noten und Audiodateien im International Music Score Library Project
- Bartolomeo Tromboncino – Ave Maria: Noten und Audiodateien im International Music Score Library Project
- Gaspar van Weerbeke
  - Tenormotette Dulcis amica Dei digna / Da pacem Domine zu fünf Stimmen
  - Motette Panis angelicus zu vier Stimmen (bereits 1503 anonym als Ave panis angelorum veröffentlicht, Zuweisung unsicher)

### Weltlich
- Heinrich Isaac – Gustate et videte: Noten und Audiodateien im International Music Score Library Project
- Ottaviano Petrucci (Hrsg.) – Frottole, Libro 9: Noten und Audiodateien im International Music Score Library Project
- Bartolomeo Tromboncino – Ostinato vo' seguire: Noten und Audiodateien im International Music Score Library Project

## Musiktheoretische Schriften
- Eloy d’Amerval: Le livre de la deablerie. Paris: Michel le Noir
- Franchinus Gaffurius: Angelicum ac divinum opus musice[1]
- Erasmus Horicius (Erasmus von Höritz): Musica (1504–1508)
- Johann Otmar: Stellae musicae juvenibus

## Geboren

### Geburtsdatum gesichert
- 02. September: Jean Taisnier, belgischer Jurist, Musiker, Astrologe und Mathematiker († 1562)

### Genaues Geburtsdatum unbekannt
- Paolo Antonio del Bivi, italienischer Komponist († 1584)

### Geboren um 1508
- Alonso Mudarra, spanischer Komponist, Vihuela-Spieler und Gitarrist († 1580)
- Hans Neusidler, deutscher Lautenist und Komponist ungarischer Herkunft († 1563)

## Gestorben

### Gestorben nach 1508
- Eloy d’Amerval, franko-flämischer Komponist, Dichter, Sänger und Kleriker (* um 1430)
- Joan Ambrosio Dalza, italienischer Lautenist und Komponist (* 15. Jahrhundert)